# Sud sumassjedsjikh
Sud sumassjedsjikh (russisk: Суд сумасшедших, da.: ~ Galningenes domstol) er en sovjetisk spillefilm fra 1961 produceret af Mosfilm og instrueret af Grigorij Rosjal.

## Handling
Filmen foregår i Tyskland i 1930'erne og handler om videnskabsmanden Johannes Werner, der har opdaget de stråler, der giver liv. For at undgå at opfindelsen skal bruges som et våben, ødelægger han maskinen og flygter til USA, hvor han skjuler sig under falskt navn. En dag bliver han tilbudt at besøge en våbenfabrik, der vil vise ham en ny europæisk opfindelse. Han tager imod tilbuddet, og på virksomheden møder han sin tidligere assistent Guber, som har genskabt Werners opfindelse ud fra stjålne diagrammer, og som nu som forræder og fascist tager æren for opfindelsen. Werner afviser tilbuddet om samarbejde og fordømmer opfindelsen på et møde i Videnskabernes Akademi, hvor han afslører sit rigtige navn og revanchisternes kriminelle planer.

## Medvirkende
- Vasilij Livanov - Johannes Werner
- Irina Skobtseva - Susie Harrer
- Viktor Khokhrjakov - Siegfried Guber
- Olga Krasina - Clare
- Andrej Kontjalovskij - Michael Hagger
- Mikhail Kozakov - Michel
- Nikolaj Burljajev - Sam